# 米爾內 (米爾內市鎮)
米爾内（羅馬化：Myrne）是烏克蘭東部頓涅茨克州沃爾諾瓦哈區米尔内市镇的鎮，为该市镇的行政中心。距離哈爾齊斯克29公里，始建於1951年，海拔高度163米，2023年人口163。